# Карткисяк
Карткисяк (баш. Ҡарткиҫәк) — деревня в Карткисякском сельсовете Аскинского района Республики Башкортостан России. Центр Карткисякского сельсовета.

## Географическое положение
Расстояние до:
- районного центра (Аскино): 28 км,
- ближайшей железнодорожной станции (Куеда): 135 км.

## Население
| 2002 | 2009 | 2010 | 2012 | 2013 | 2014 | 2015 |
| ---- | ---- | ---- | ---- | ---- | ---- | ---- |
| 676  | ↘607 | ↘512 | ↘480 | ↘457 | ↘441 | ↘435 |
| 2016 | 2017 |      |      |      |      |      |
| ↘423 | ↘421 |      |      |      |      |      |

Согласно переписи 2002 года, преобладающая национальность — башкиры (96 %).

## Религия
В деревне есть мечеть.